# McLeod County
Das McLeod County ist ein County im US-amerikanischen Bundesstaat Minnesota. Im Jahr 2020 hatte das County 36.771 Einwohner und eine Bevölkerungsdichte von 28,9 Einwohnern pro Quadratkilometer. Der Verwaltungssitz (County Seat) ist Glencoe.

## Geografie
Das County liegt im mittleren Süden von Minnesota. Es hat eine Fläche von 1310 Quadratkilometern, wovon 36 Quadratkilometer Wasserfläche sind. An das McLeod County grenzen folgende Nachbarcountys:
| Meeker County   |                                             | Wright County |
| Renville County | Kompassrose, die auf Nachbargemeinden zeigt | Carver County |
|                 | Sibley County                               |               |

## Geschichte
Das McLeod County wurde am 1. März 1856 aus Teilen des Carver County und des Sibley County gebildet. Benannt wurde es nach Martin McLeod, einem frühen und bekannten Pelzhändler.

## Demografische Daten

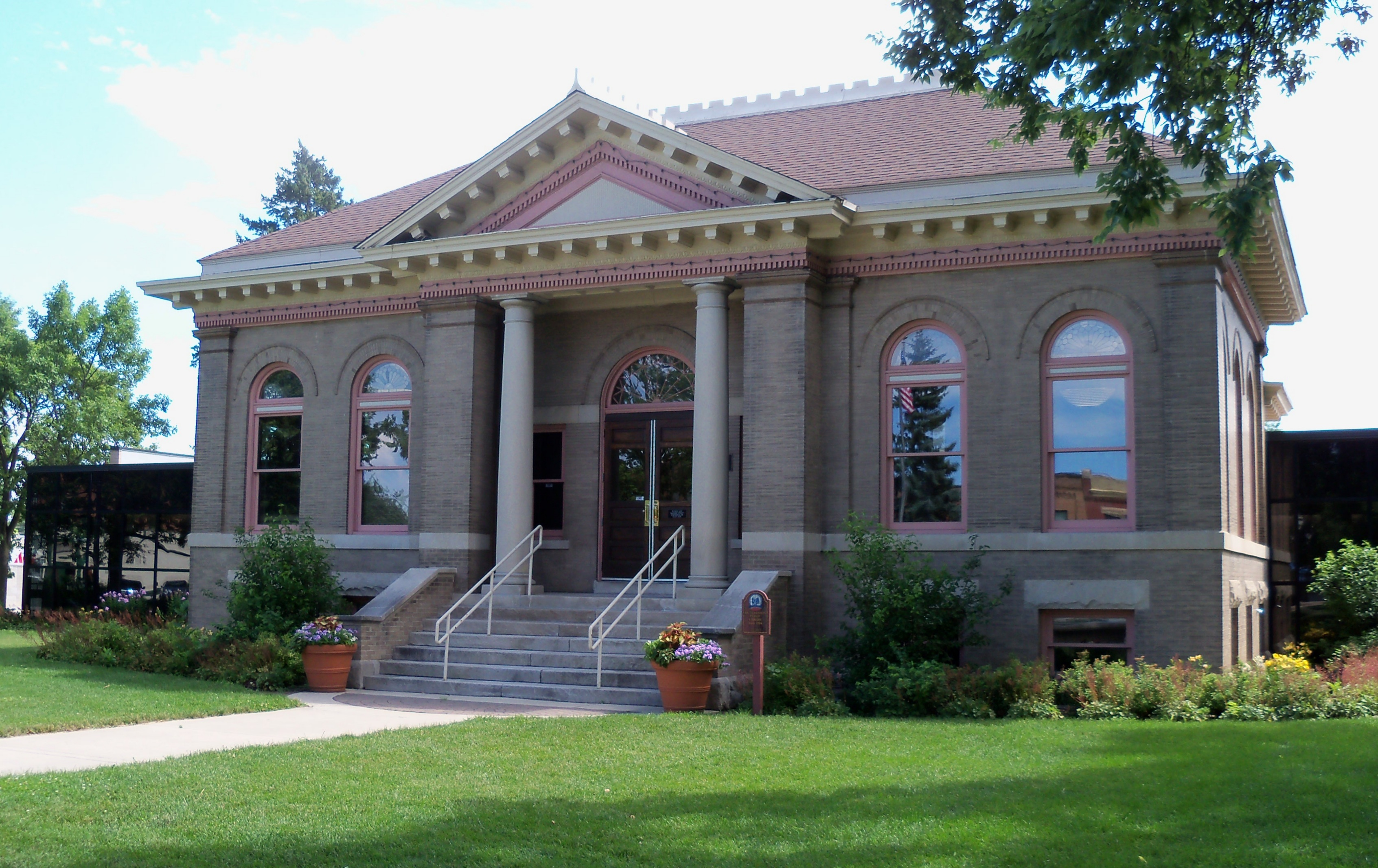
Die Hutchinson Carnegie Library, gelistet im NRHP

Nach der Volkszählung im Jahr 2010 lebten im McLeod County 36.651 Menschen in 14.871 Haushalten. Die Bevölkerungsdichte betrug 28,8 Einwohner pro Quadratkilometer. In den 14.871 Haushalten lebten statistisch je 2,43 Personen.
Ethnisch betrachtet setzte sich die Bevölkerung zusammen aus 97,3 Prozent Weißen, 0,6 Prozent Afroamerikanern, 0,3 Prozent amerikanischen Ureinwohnern, 0,8 Prozent Asiaten sowie aus anderen ethnischen Gruppen; 0,9 Prozent stammten von zwei oder mehr Ethnien ab. Unabhängig von der ethnischen Zugehörigkeit waren 5,1 Prozent der Bevölkerung spanischer oder lateinamerikanischer Abstammung.
24,9 Prozent der Bevölkerung waren unter 18 Jahre alt, 59,3 Prozent waren zwischen 18 und 64 und 15,8 Prozent waren 65 Jahre oder älter. 50,2 Prozent der Bevölkerung war weiblich.

Das jährliche Durchschnittseinkommen eines Haushalts lag bei 57.323 USD. Das Pro-Kopf-Einkommen betrug 27.704 USD. 7,5 Prozent der Einwohner lebten unterhalb der Armutsgrenze.

## Ortschaften im McLeod County
Alle Siedlungen im McLeod County haben den Gemeindestatus „City“:
| - Biscay - Brownton - Glencoe | - Hutchinson - Lester Prairie - Plato | - Silver Lake - Stewart - Winsted |

## Gliederung
Das McLeod County ist neben den neun Citys in 14 Townships eingeteilt:
| Township               | Einwohner (2010) | FIPS     |
| ---------------------- | ---------------- | -------- |
| Acoma Township         | 1149             | 27-00136 |
| Bergen Township        | 1006             | 27-05338 |
| Collins Township       | 473              | 27-12610 |
| Glencoe Township       | 495              | 27-23966 |
| Hale Township          | 942              | 27-26540 |
| Hassan Valley Township | 693              | 27-27494 |
| Helen Township         | 863              | 27-28304 |

| Township             | Einwohner (2010) | FIPS     |
| -------------------- | ---------------- | -------- |
| Hutchinson Township  | 1220             | 27-30662 |
| Lynn Township        | 550              | 27-38798 |
| Penn Township        | 315              | 27-50308 |
| Rich Valley Township | 694              | 27-54322 |
| Round Grove Township | 251              | 27-56032 |
| Sumter Township      | 535              | 27-63436 |
| Winsted Township     | 968              | 27-71104 |